# Etelinda
Etelinda es una ópera en dos actos con música de Carlo Coccia y libreto en italiano de Gaetano Rossi. Se estrenó el 26 de junio de 1816 en el Teatro San Benedetto de Venecia, Italia.